# Carlo Giuseppe Imbonati
Carlo Giuseppe Imbonati est un religieux de l’ordre de Cîteaux et hébraïsant italien.

## Biographie
Né à Milan vers le milieu du XVIIe siècle, il cultiva l’étude des langues, principalement de l’hébreu, et y fit de grands progrès. Il termina la Bibliothèque rabbinique du savant Giulio Bartolocci, son maître, et en prépara le 4e volume, qui parut en 1693 avec des notes et des additions. Il avait aussi fait une continuation de cet ouvrage sous le titre de Bibliotheca latino-hebraica, qui fut imprimée l’année suivante, in-fol. C’est un catalogue raisonné de tous les auteurs qui ont écrit en latin sur la religion, les lois et les coutumes des Hébreux. Ces deux ouvrages, qu’on trouve ordinairement réunis, sont assez rares, mais moins recherchés qu’autrefois, parce que la Bibliotheca hebræa de Johann Christian Wolf, peut en tenir lieu. On attribue encore à Imbonati Chronicon tragicum sive de eventibus tragicis principum, Rome, 1696, in-4°. Il est mort le 19 octobre 1687, ou après 1696, suivant les auteurs du catalogue de la Bibliotheca casanatensis.